# Kao-kchao

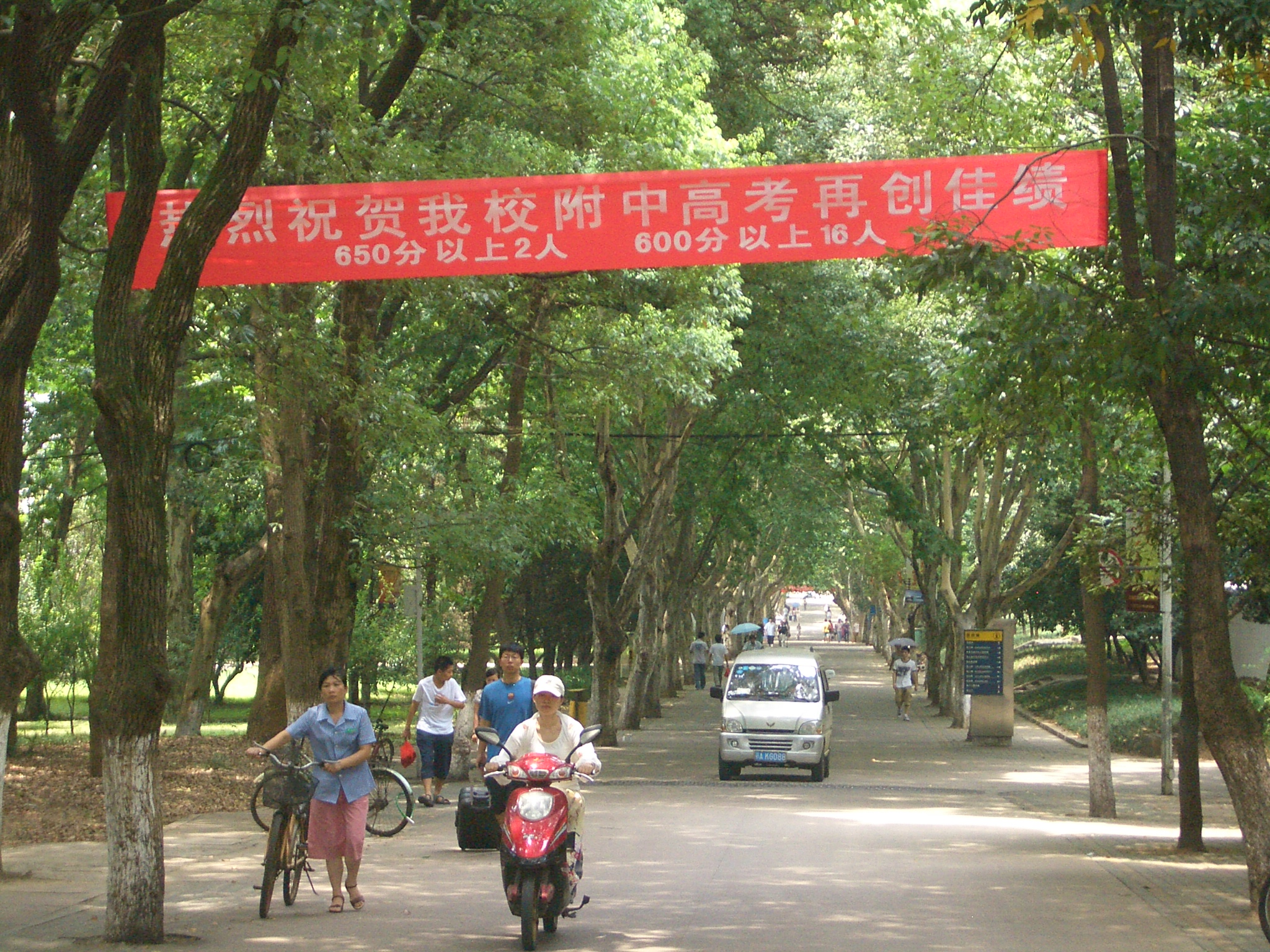
Nápis nad ulicí blahopřeje 18 absolventům místní školy, kteří dosáhli v kao-kchao nejlepší známku.

Kao-kchao (čínsky pchin-jinem gāokǎo, znaky 高考) je čínská zkratka oficiálního názvu Jednotná státní přijímací zkouška na vysoké školy (čínsky pchin-jinem Pǔtōng Gāoděng Xuéxiào Zhāoshēng Quánguó Tǒngyī Kǎoshì, znaky 普通高等学校招生全国统一考试), což je zkouška v Čínské lidové republice, jejíž absolvování dává absolventům středních škol právo nastoupit vysokoškolské studium. Ve srovnání s českou praxí tato zkouška v sobě svou funkcí spojuje maturitu a přijímací zkoušky na vysokou školu, třebaže oficiálně o závěrečnou zkoušku střední školy nejde. Zkouška kao-kchao se obvykle koná vždy 7. a 8. června, i když v některých oblastech může být prodloužena o jeden den. Zavedena byla roku 1952.
Kao-kchao je primárně organizováno Ministerstvem školství ČLR. (Hongkong a Macao jsou vyloučeny, protože mají své vlastní systémy.) V současné době ministerstvo každoročně vydává tři testovací materiály, z nichž každý má jiné zkušební otázky. Většina provincií si vybere jednu z těchto tří verzí. Několik velkoměst má právo si otázky formulovat samo.
Kao-kchao je klauzurní zkouška, která obsahuje povinnou a volitelnou část. Povinný je čínský jazyk, matematika a cizí jazyk, jenž lze volit z šesti možností, ale zdaleka nejčastěji si studenti vybírají angličtinu. Student si dále vybere jeden volitelný modul, který obsahuje buď tři předměty společenských věd (historie, politika a zeměpis) nebo tři předměty přírodovědné (fyzika, chemie a biologie). Otázky volitelného modulu se liší provincii od provincie.
Během zkoušek je ve městech, ve kterých jsou umístěna zkušební střediska, mimořádný režim, aby se zajistilo, že zkoušení budou mít na závěrečné zkoušky klid. Stavební práce jsou v noci zastaveny, aby mohli klidně spát. Ve dne je v ulicích mnoho policistů, kteří studentům, již uvízli v dopravní zácpě, pomáhají dostat se do zkušebních středisek.